# Красивые, но бедные
«Красивые, но бедные» (итал. Belle ma povere) — чёрно-белая итальянская комедия режиссёра Дино Ризи, снятая в 1957 году.

## Сюжет
Ромоло и Сальваторе — женихи у Анны Марии и Марисы и надеются на женитьбу. Но любви не достаточно для брака, а деньгами нужно помогать своим родным. Поскольку ни один, ни другой не работают, они решают поступить в школу. Однако это удаётся только Ромоло.

## В ролях
- Мариса Аллазио — Джованна
- Маурицио Арена — Ромоло
- Ренато Сальваторе — Сальваторе
- Лорелла де Люка — Мариса